# Khu thương mại Matsubishi

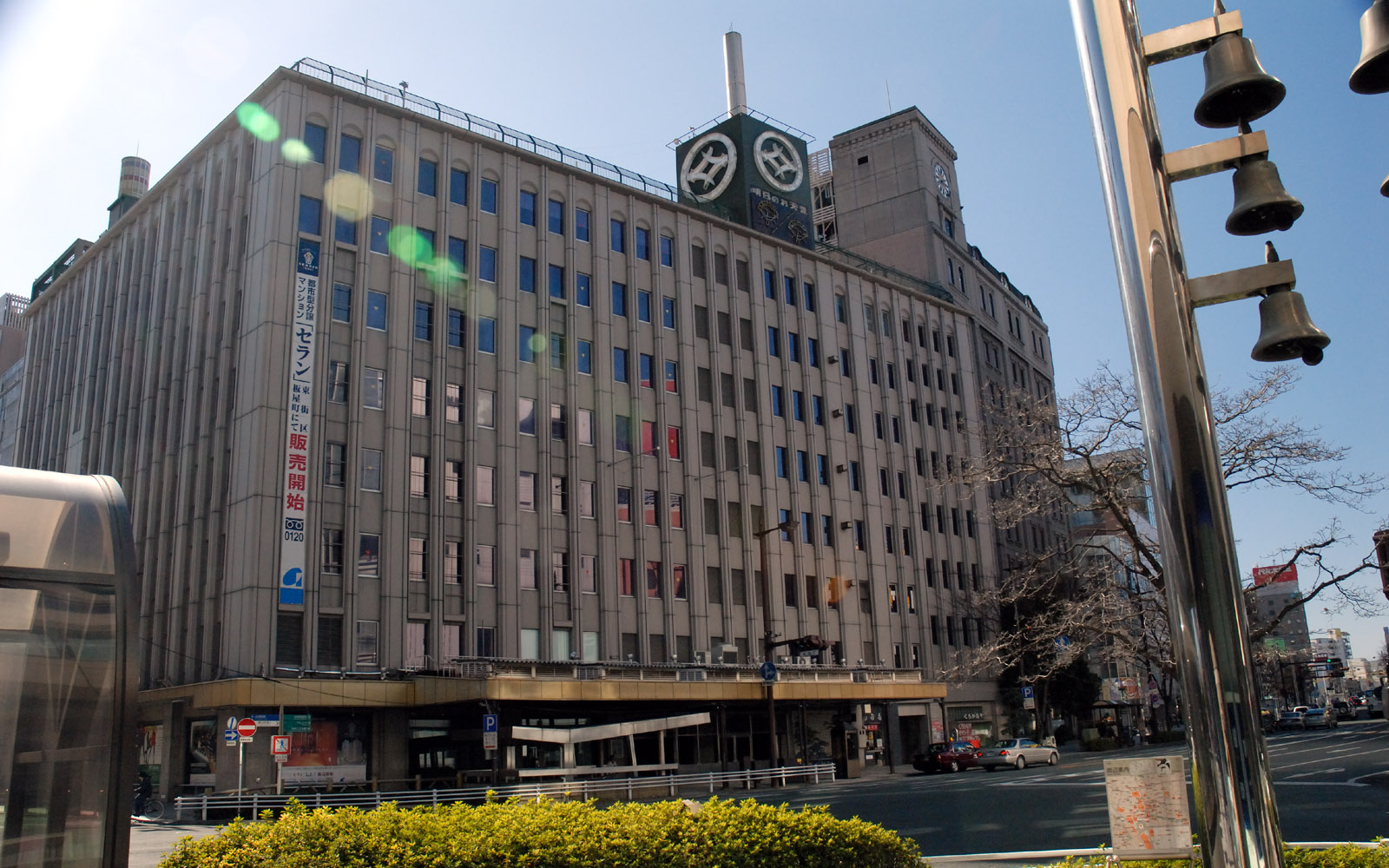
Khu thương mại Matsubishi

Matsubishi Department Store (松菱百貨店 Matsubishi Hyakkaten) là một khu thương mại Nhật Bản đặt tại Hamamatsu, Shizuoka, Nhật Bản. Nó thành lập vào năm 1937, nhưng đến ngày 14 tháng 11 năm 2001, công ty bị mắc một khoản nợ 32,8 triệu yên và phá sản.

## Hư cấu
Khu thương mại này là một trong những chủ đề chính thiết lập nên visual novel planetarian ~Chiisana Hoshi no Yume~ phát triển bởi Key.